# Direct (Vangelis)
Direct is een studioalbum uit 1988 van Vangelis, zijn tiende 'artiestenalbum' onder die naam. Na zijn race tegen de tijd voor Polydor met drie albums was het even stil in de solocarrière van Vangelis. Die drie albums lieten een Vangelis horen die steeds verder experimenteerde en muziek die steeds meer ontdaan werd van franje.
In 1988 begon Vangelis opnieuw met wat meer melodieuze muziek en kwam hij met Direct. Een reden daarvoor kan aangevoerd worden in zijn teruggang naar zijn geboorteland Griekenland. Na jaren in Frankrijk en Engeland vond Vangelis het kennelijk tijd om terug te gaan. Het sneuvelen van diverse regimes waaronder het kolonelsregime zal daar mede toe hebben bijgedragen; wellicht speelde ook de regering onder Margaret Thatcher daar een rol in (zij regeerde eveneens met ijzeren hand).
Het album werd opgenomen in de geluidsstudio in Athene voor het platenlabel Arista Records. Dit label wilde wel muziek van beroemdheden uitbrengen, maar deed weinig aan promotie van albums.
De titel van het album is een verwijzing naar de manier van tot stand komen van de nummers op het album. Dit gebeurde op een vrij "directe" manier, dat wil zeggen: Vangelis componeerde terwijl hij speelde en opnam, dit in tegenstelling tot het normale proces. Voor deze manier van het maken van nummers heeft hij onder meer een Zyklus MPS (een soort voorloper van de huidige MIDI-controllers) gebruikt. Deze unit zorgde voor de koppeling tussen zijn synthesizers zodat hij meerdere synthesizers tegelijkertijd kon bedienen vanaf de unit (denk hierbij aan het wisselen van geluiden en het toewijzen van geluiden aan synthesizers of keyboards).
Direct is een van Vangelis' meest gevarieerde albums: rustige nummers worden afgewisseld met meer upbeat nummers. Het album als geheel bevat onvoorspelbare muzikale wendingen; elementen van rock, pop, new age, chill-out, klassieke muziek, jazz en opera worden naadloos met elkaar vermengd. Toch is de muziek op Direct, zoals bijna al het werk van Vangelis, uiteindelijk symfonische synthesizermuziek. Het album kan verder, zowel muzikaal als wat betreft productie, als tijdloos worden gekenmerkt. De nummers Dial Out en Intergalactic Radio Station staan niet op de lp-uitgave, omdat met deze nummers het album te lang is voor een lp (langer dan zestig minuten). De muzikale gasten worden overigens niet genoemd in de sleeve.

## Musici
- Vangelis – alle instrumenten

## Tracklist

### Langspeelplaat
| Nr. | Titel                                                       | Duur |
| --- | ----------------------------------------------------------- | ---- |
| 1.  | The Motion of Stars                                         | 4:17 |
| 2.  | The Will of the Wind                                        | 4:41 |
| 3.  | Metallic Rain                                               | 6:10 |
| 4.  | Elsewhere                                                   | 5:39 |
| 5.  | Glorianna (Hymn a la Femme) (met sopraan Markella Hatziano) | 4:20 |

| Nr. | Titel                | Duur |
| --- | -------------------- | ---- |
| 6.  | Rotation's Logic     | 3:27 |
| 7.  | The Oracle of Apollo | 3:55 |
| 8.  | Message              | 7:07 |
| 9.  | Ave                  | 5:02 |
| 10. | First Approach       | 5:01 |

### Compact disc
| Nr. | Titel                                                       | Duur |
| --- | ----------------------------------------------------------- | ---- |
| 1.  | The Motion of Stars                                         | 4:17 |
| 2.  | The Will of the Wind                                        | 4:41 |
| 3.  | Metallic Rain                                               | 6:10 |
| 4.  | Elsewhere                                                   | 5:39 |
| 5.  | Dial Out                                                    | 5:22 |
| 6.  | Glorianna (Hymn a la Femme) (met sopraan Markella Hatziano) | 4:20 |
| 7.  | Rotation's Logic                                            | 3:35 |
| 8.  | The Oracle of Apollo                                        | 3:58 |
| 9.  | Message                                                     | 7:12 |
| 10. | Ave                                                         | 5:04 |
| 11. | First Approach                                              | 5:01 |
| 12. | Intergalactic Radio Station (met de stem van Casey Young)   | 7:44 |